# Paulo da Palma
Paulo da Palma (* 18. März 1965 in Nordhorn) ist ein ehemaliger deutsch-portugiesischer Fußballspieler.

## Karriere
Da Palma begann seine Karriere bei Eintracht Nordhorn. Im Jahr 1986 wechselte er zum Oberligisten VfB Oldenburg, mit dem er im Jahr 1990 in die 2. Bundesliga aufstieg. Später folgten Stationen beim VfL Osnabrück, für den er 34 Zweitligaspiele absolvierte. Auf dem Höhepunkt seiner Karriere spielte er mit dem VfL Bochum in der Bundesliga. Er brachte es dort auf zehn Spiele, zusätzlich zu 14 Zweitligaspielen.
Später folgten Verpflichtungen beim 1. FC Saarbrücken und FC 08 Homburg. 
Da Palma war bekannt für seine raue Spielweise, die sich auch in einer hohen Zahl von Karten äußerte. In zehn Bundesligaspielen erhielt er sieben gelbe Karten. Insgesamt waren es in 105 Spielen der ersten beiden Bundesligen 45 gelbe, drei gelb-rote und zwei rote Karten.

## Leben
Paulo da Palma ist verheiratet und hat einen Sohn. Er arbeitet als Physiotherapeut. Von 2005 bis 2010 stand er in Diensten des SV 07 Elversberg .
Seit 2010 ist er als Chef-Physiotherapeut beim 1. FC Saarbrücken tätig.